# Opel Omega A
L'Opel Omega A était une voiture de la categorie grande routière de la marque automobile Opel, qui appartenait à l'époque au groupe automobile américain General Motors (GM). Elle a été construite d'août 1986 à août 1993 pour succéder à la Rekord E.

## Historique du modèle

### Général
La «Voiture de l'année 1987», initialement uniquement disponible en version tricorps, était dotée d'un châssis de conception nouvelle avec un essieu arrière à bras semi-traînants et des freins à disque sur les quatre roues. Comme sa prédécesseur, la Rekord, l'Omega était également disponible en break (appelé «Caravan» chez Opel).
La carrosserie présente un faible coefficient de traînée (Cx) de 0,28, ce qui, associé à un poids relativement faible, se traduit par de très bonnes performances de conduite et une faible consommation.
Dans la tradition du modèle Commodore C, dont la production a été abandonnée en août 1982, l'Omega était également vendue avec des moteurs six cylindres en ligne. Un modèle parallèle de meilleure qualité était proposé sous le nom de Senator B (similaire à la gamme KAD puis aux modèles Senator/Monza A pour la Rekord E).
La production de l'Omega A a pris fin en août 1993. La vente a duré jusqu'en mars 1994. En avril 1994, le modèle a été remplacé par l'Omega B.

### Technologie
Comme pour sa prédécesseur, le groupe motopropulseur se composait d'un moteur avec cylindres en ligne et d'une transmission installés longitudinalement à l'avant, d'un arbre à cardan et d'une propulsion arrière, avec différents différentiels partiellement autobloquants utilisés selon la version.
Au départ, il y avait des moteurs de 1,8 et 2,0 litres de cylindrée de 60, 66 et 84 kW (82, 90 et 115 ch) sans pot catalytique ainsi que les moteurs de 2,0 litres de 85 kW (115 ch, déjà connu de la Kadett GSi, avec pot catalytique) ou de 90 kW (122 ch, sans pot catalytique). Il y avait aussi les moteur Diesel et turbodiesel de 2,3 litres avec des puissances de 74 et 100 ch de la Rekord. Contrairement à la Rekord E, le capot des modèles à moteurs diesel n'avait plus de bosse.
De septembre 1988 à octobre 1992, il y avait un moteur à injection de 2,4 litres développant 92 kW (125 ch), qui était un moteur CIH de la Rekord plus développé, tandis que tous les autres moteurs 4 cylindres de l'Omega correspondaient déjà au design OHC plus moderne.
En août 1987, il est ajouté à la berline une version sportive appelée «Omega 3000» avec un moteur six cylindres. Initialement, les moteurs essence de 3,0 litres, connus de la Senator A, étaient disponibles avec 115 kW (156 ch avec pot catalytique) ou 130 kW (177 ch sans pot catalytique).
Cependant, dès le printemps 1988, un moteur modernisé de trois litres et 130 kW (177 ch avec pot catalytique) était disponible sous la désignation C30NE, qui remplaçait officiellement le moteur C30LE (avec pot catalytique) et le moteur 30NE (sans pot catalytique). Officieusement, ces derniers pouvaient cependant encore être commandés sur demande spéciale jusqu'à la fin de l'année modèle 1990.
À partir d'octobre 1989, le Caravan pouvait également être commandé avec un moteur de 3 litres. Cependant, ils ont abandonné l'apparence sportive et l'ont simplement appelé Omega Caravan 3.0i. Néanmoins, avec une vitesse de pointe de 220 km/h, c'était à l'époque le break de série le plus rapide d'Allemagne.
Dans le même temps, le nouveau moteur 24 V de 3,0 litres et développant 150 kW (204 ch) a été introduit pour la berline. Ce moteur avait deux arbres à cames en tête de conception OHC et un collecteur d'admission variable (double RAM) et offrait de très bonnes performances avec une consommation relativement faible.
De plus, la dernière variante du moteur 1,8 litre de 65 kW (88 ch) a été retirée du marché allemand à l'automne 1989.

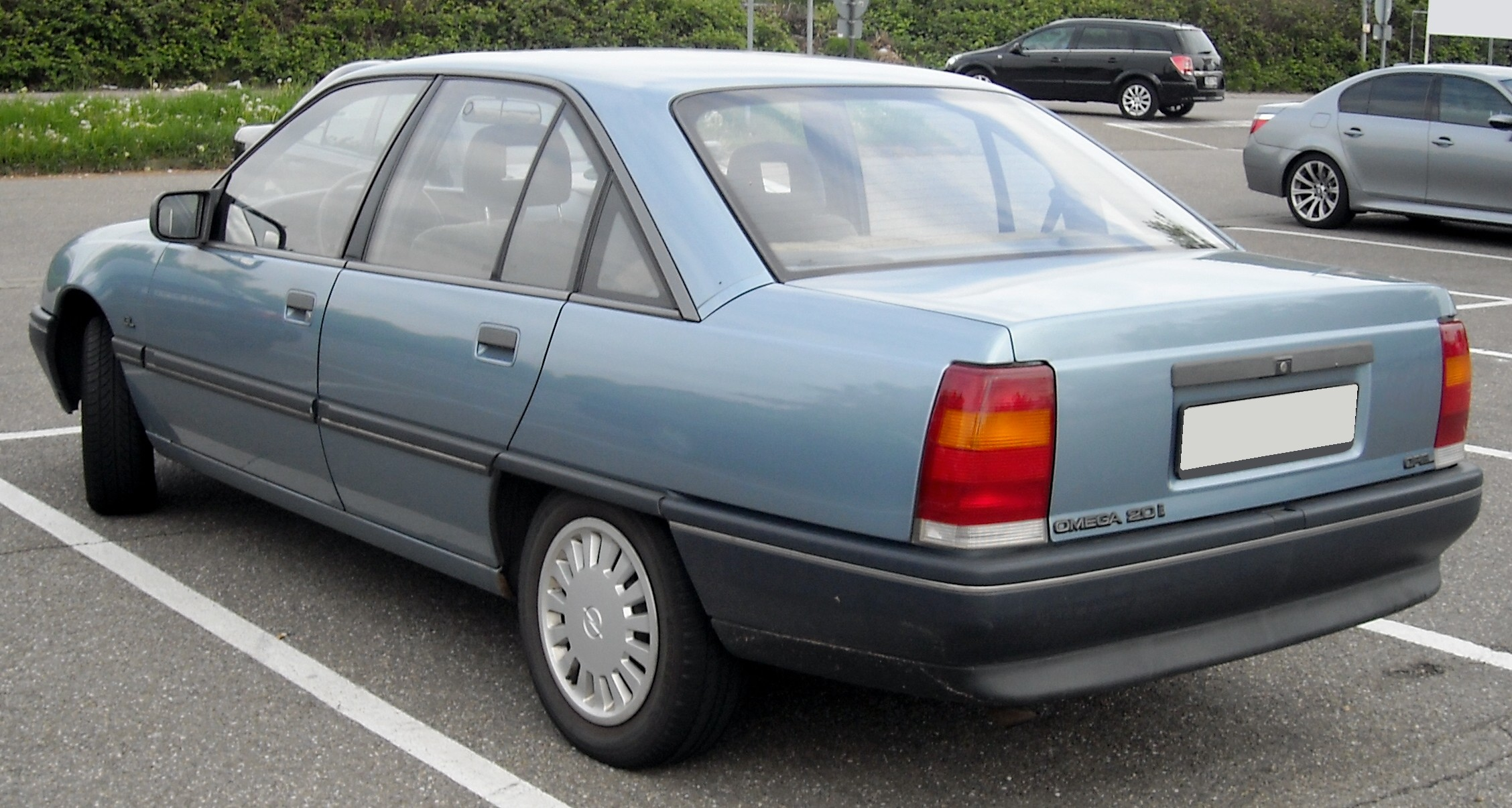
Vue arrière
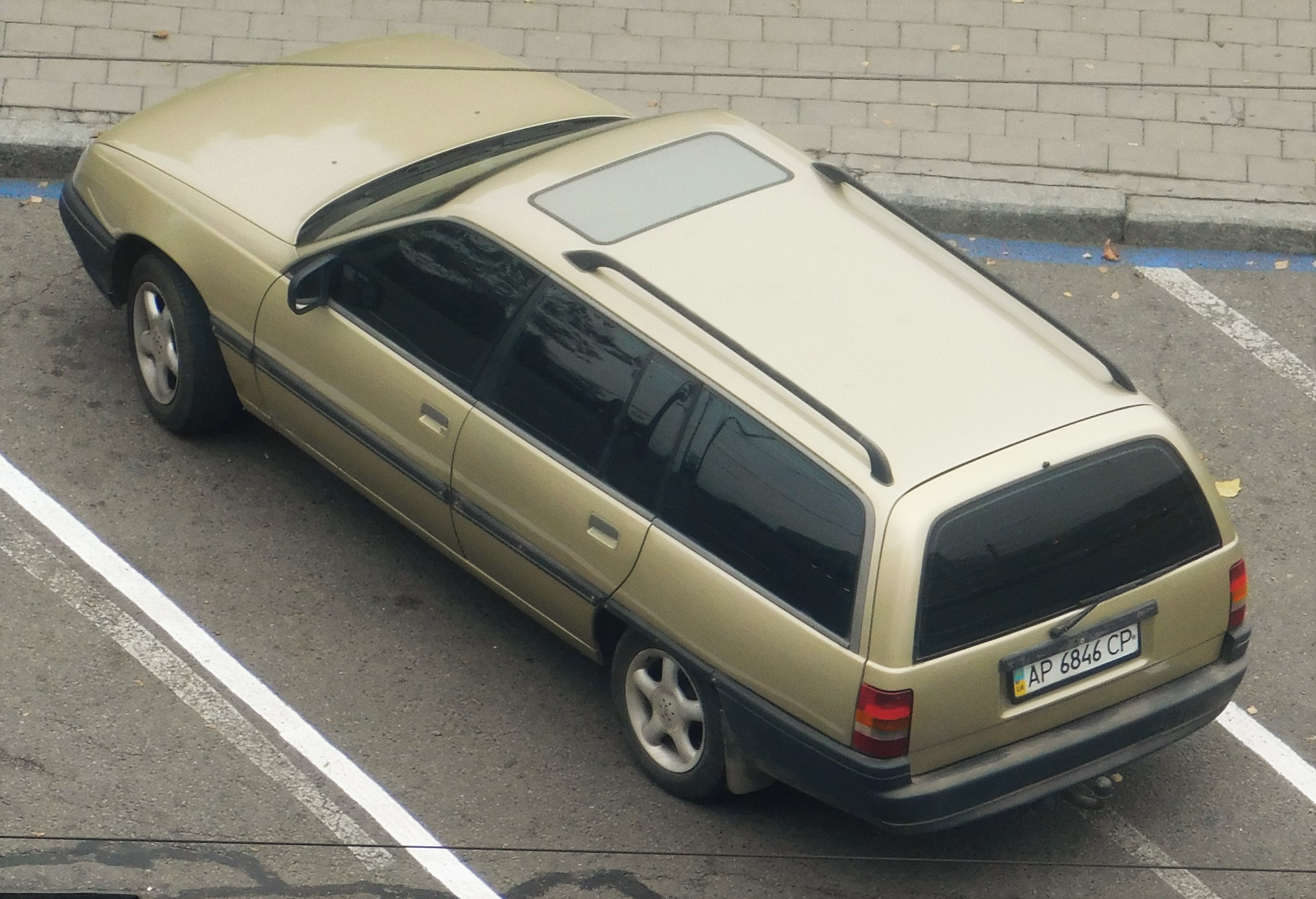
Vue arrière de l'Opel Omega Caravan
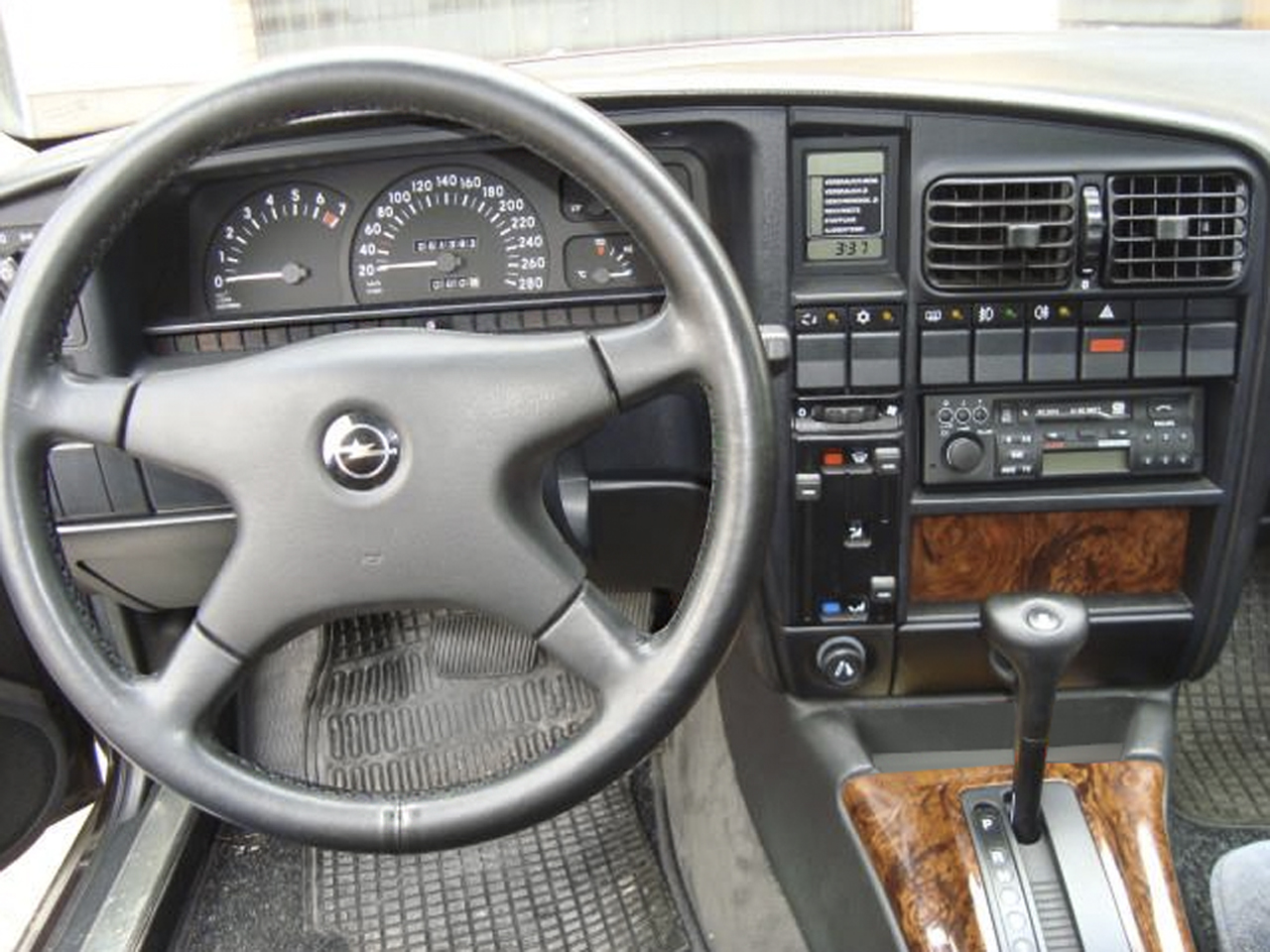
Poste de pilotage
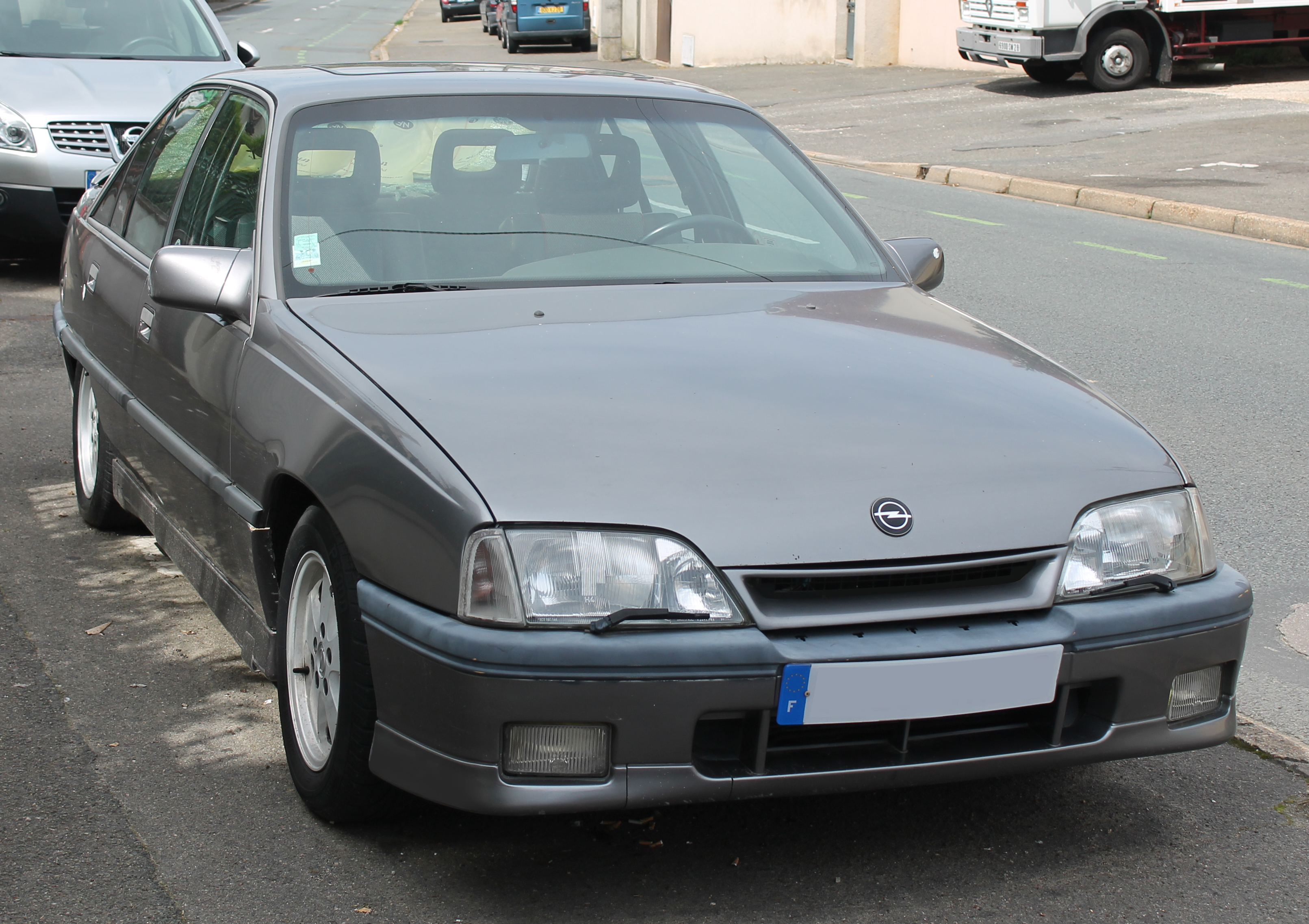
Opel Omega 3000 (1987–1990)

### Lifting
En juillet 1990, l'Omega A a été révisé tant extérieurement que techniquement. Les caractéristiques extérieures de ce lifting étaient des pare-chocs plus massifs, des bandes de protection décorées avec plus de chrome et des feux arrière plus foncés. Dans le même temps, un moteur six cylindres de 2,6 litres (C26NE) et 110 kW (150 ch) a été introduit pour la berline et le Caravan. Il s'agissait d'une modification du moteur 12 soupapes à injection de 3 litres, combinée à un collecteur d'admission variable (double RAM) comme le moteur 24 V à injection de 3 litres.
Avec le lifting, le puissant moteur à 24 soupapes de 3,0 litres a également été installé dans le Caravan, et à partir de ce moment-là, la variante break la plus puissante s'appelle «Omega Caravan 24 V». Cependant, en raison de la conception différente du système d'échappement, le Caravan n'atteignait que 147 kW (200 ch), soit 4 ch de moins que la berline.
Et même si le moteur 24 V a désormais officiellement remplacé le moteur à 12 soupapes (C30NE), il était toujours disponible sur demande spéciale jusqu'à l'année modèle 1992.
Au cours de la dernière année de production de l’Omega A, la variante la plus puissante de la berline tricorps s’appelait uniquement Omega 24 V. Toutes les pièces ajoutées pour la «3000» ont été supprimées car ce modèle était basé sur un euphémisme.

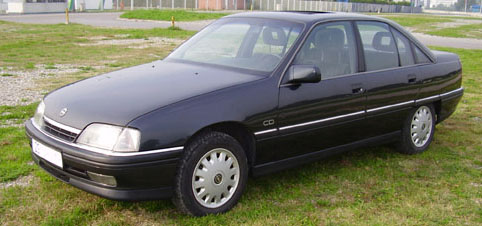
Opel Omega (1990–1993)
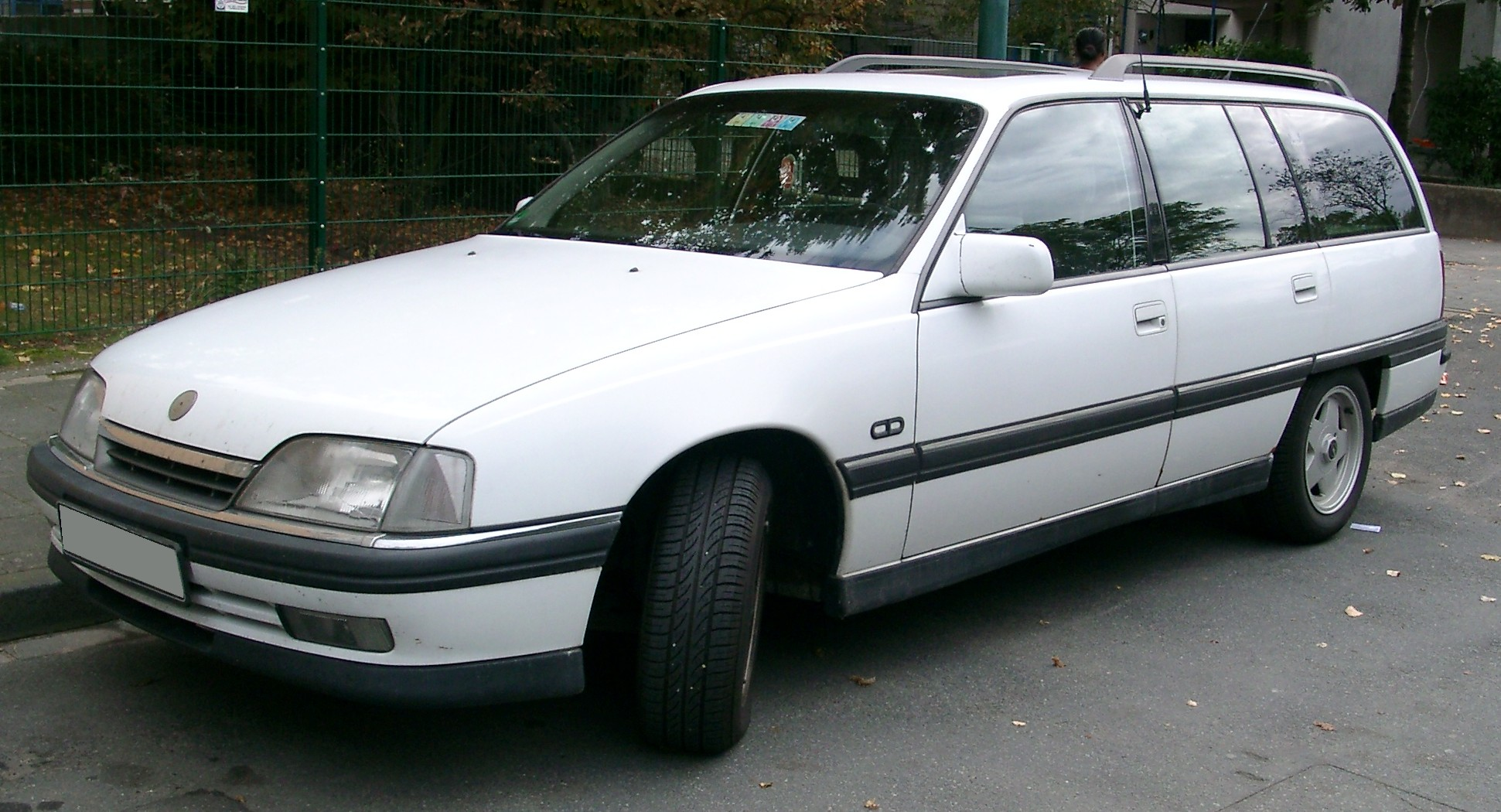
Opel Omega Caravan (1990–1993)
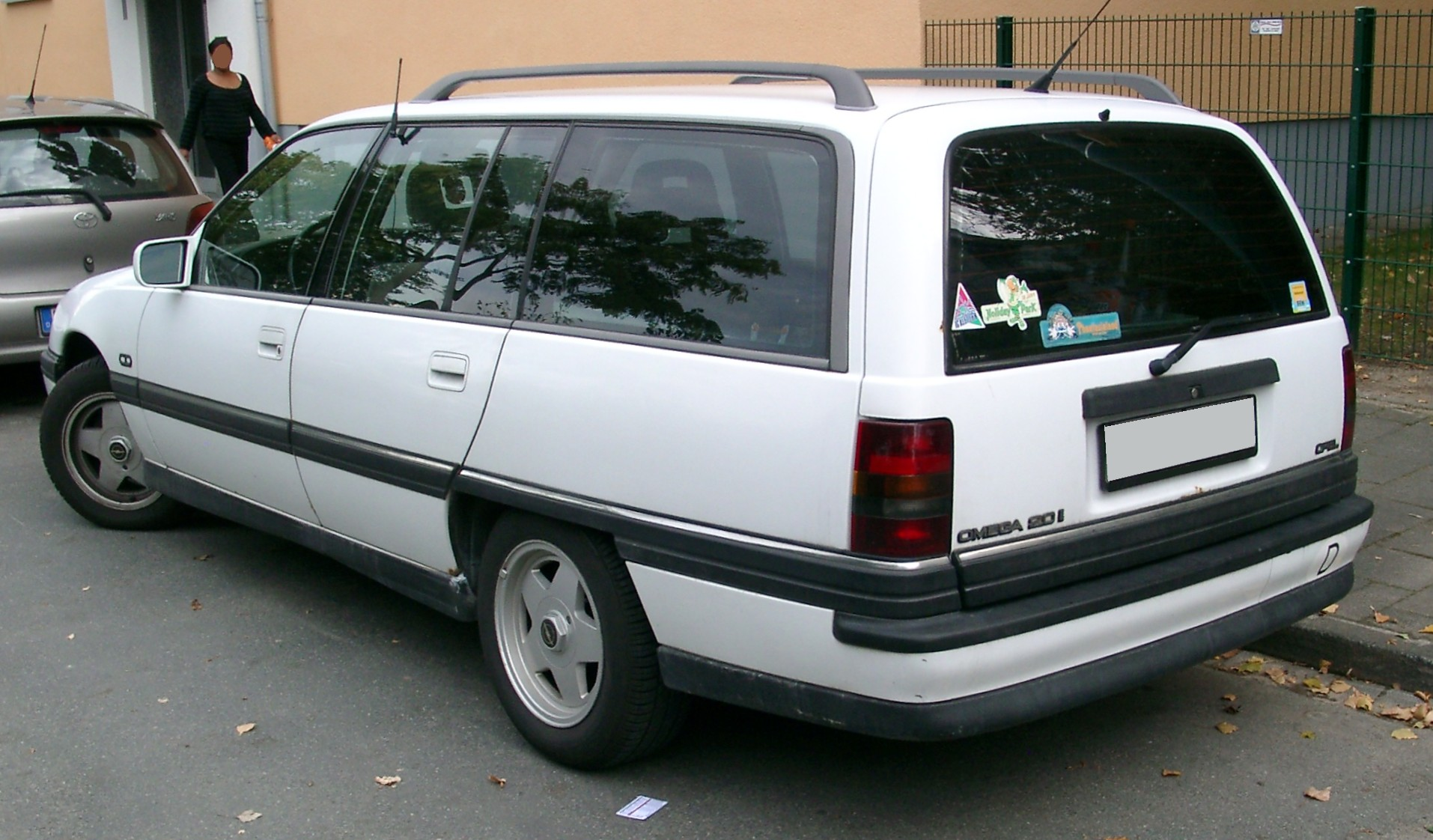
Vue arrière
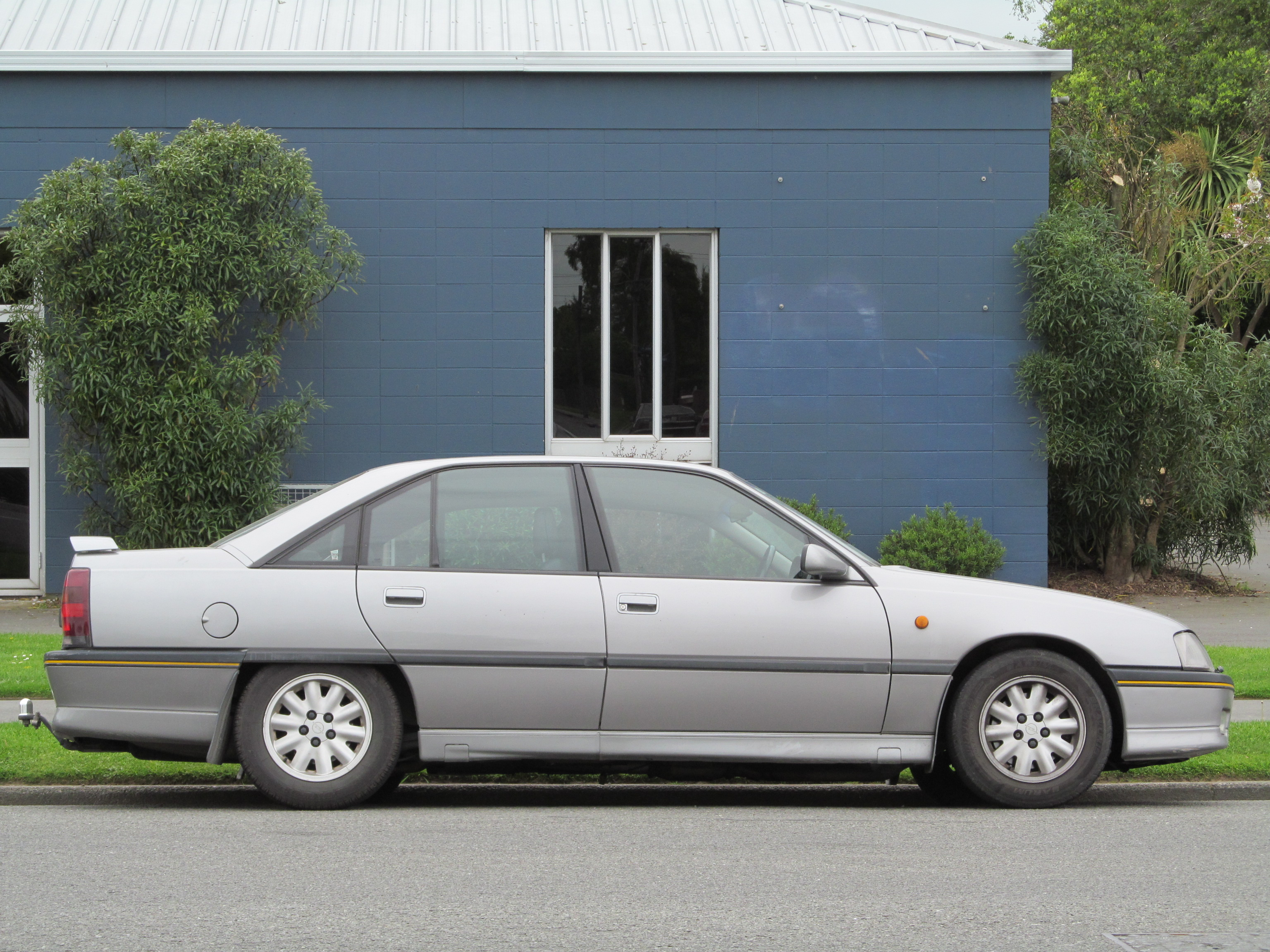
Opel Omega 3000 (1992)

### Variantes d'équipement
- LS
- GL
- GLS
- GLT (à partir d'août 1992)
- CD
- 3000 (1986-1990)
- 3000-24 V (1990-1992)
- 24 V (d'août 1990 jusqu'à la fin de la production pour le Caravan; jusqu'en août 1992 pour la berline)

#### Modèles spéciaux
- GL Diamant (1988-1992)
- GLS Diamant (1988-1990)
- CD Diamant (1988-1993)
- Club (seulement en Caravan)
- Travel (seulement en Caravan, mais aussi en berline en Suisse)
- GL Sportive
- CD Sportive
- Sport

#### Berline six portes
En 1988, la société américaine de carrosserie Armbruster & Stageway de l'Arkansas a construit une version allongée et à six portes de l'Omega, qui a été vendue par Earnhart & Johansen.
À partir de 1989, Opel propose également régulièrement une Omega six portes via son réseau de concessionnaires. Elle disposait de huit sièges et d'une longueur extérieure de 5,58 mètres avec un poids à vide commençant à 1 555 kg selon l'équipement, et sur demande, il pouvait y avoir un siège central fixe et une télécommande pour déverrouiller la porte centrale.

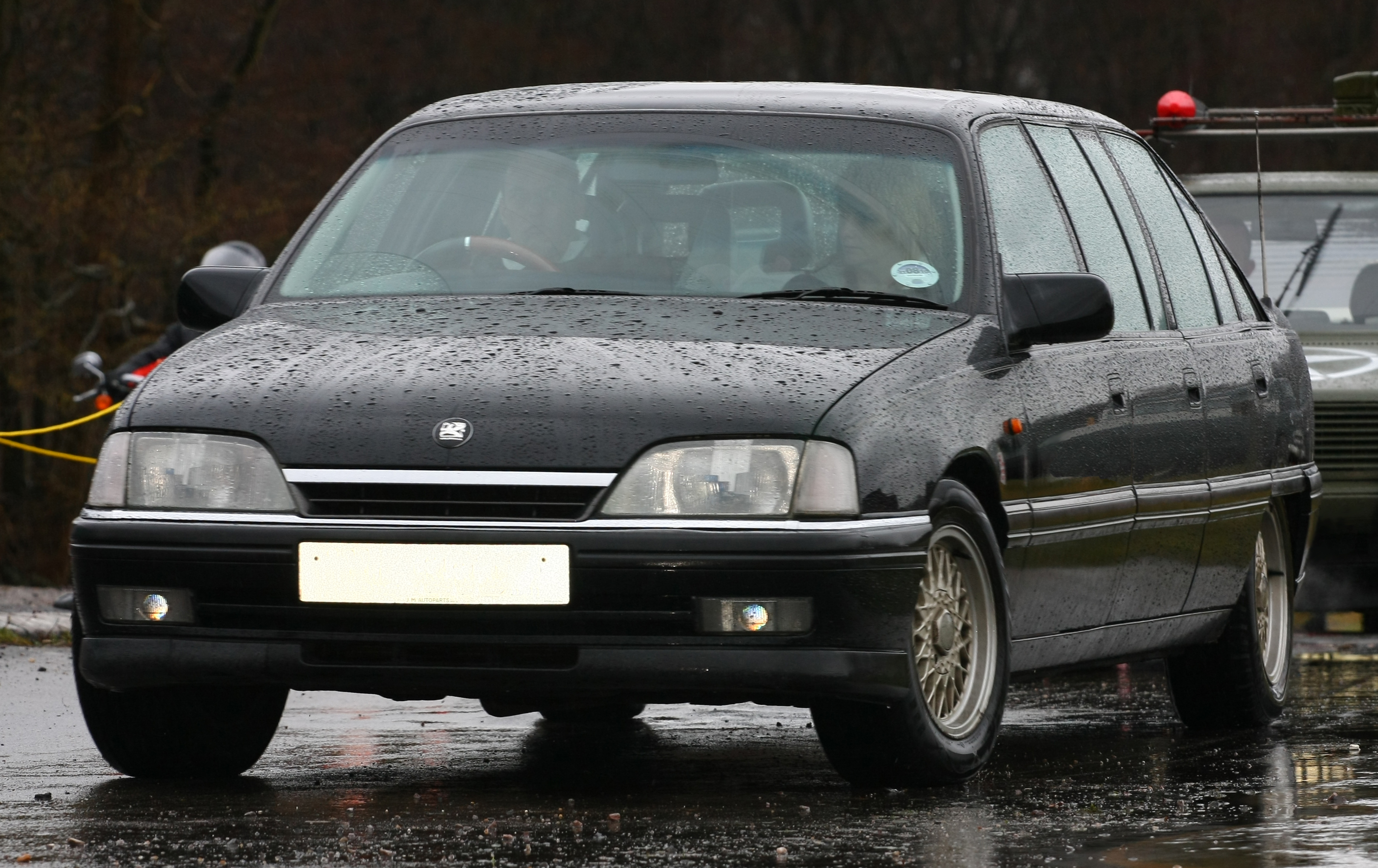
Vauxhall Carlton avec six portes

## Omega Evolution 500 et Lotus Omega
La gamme Omega A comprend deux modèles haut de gamme basés sur l'Omega A 3000 24 V. D'une part, l'Opel Omega A Evolution 500, un modèle d'homologation pour le championnat allemand des voitures de tourisme. La petite série de 500 unités a été produite de 1991 à 1992.
De l'autre, la Lotus Omega, une berline hautes performances porteuse d'image de la marque Opel/Vauxhall. La petite série de 1 100 unités a été produite de 1990 à 1992.

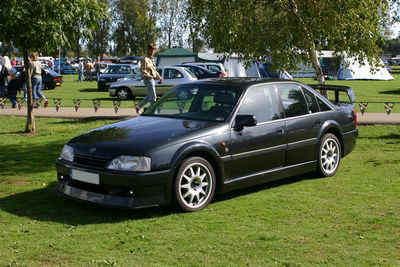
Opel Omega Evolution 500 (1991–1992)
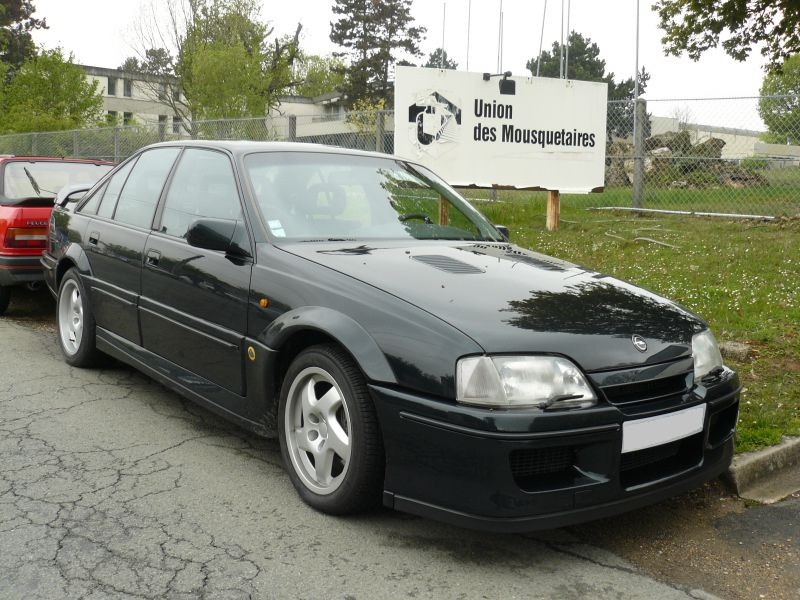
Lotus Omega (1990–1992)

## Moteurs

### Essence

#### 4 cylindres
- 1.8 N (18NV, LV9) de 60 kW/82 ch, moteur OHC avec cylindres en ligne et carburateur 2E3, avec catalyseur U (08.1986-08.1987)
- 1.8 (18SV, LV9) de 66 kW/90 ch, moteur OHC avec cylindres en ligne et carburateur 2E3, sans catalyseur (08.1986-08.1987)
- 1.8 S (E18NVR, LV9) de 65 kW/88 ch, moteur OHC avec cylindres en ligne et carburateur 2EE, sans catalyseur (08.1987-10.1989)
- 1.8i (18SEH, LV6) de 85 kW/115 ch, moteur OHC avec cylindres en ligne et Jetronic L3, sans catalyseur (08.1986-08.1987)
- 2.0i (C20NEJ) de 73 kW/99 ch, moteur OHC avec cylindres en ligne et Motronic 1.5, avec catalyseur G (07.1990-08.1992)
- 2.0i (C20NEF) de 74 kW/100 ch, moteur OHC avec cylindres en ligne et Motronic 1.5, avec catalyseur G (07.1990-08.1993)
- 2.0i (C20NE, LE4) de 85 kW/115 ch, moteur OHC avec cylindres en ligne et Motronic 4.1/1.5, avec catalyseur G (08.1986-08.1993)
- 2.0i (20SE, L96) de 90 kW/122 ch, moteur OHC avec cylindres en ligne et Motronic 4.1, sans catalyseur (08.1986-08.1987)
- 2.4i (C24NE, LU6) de 92 kW/125 ch, moteur CIH avec cylindres en ligne et Motronic 1.5, avec catalyseur G (08.1988-08.1993)

#### 6 cylindres
- 2.6i (C26NE, LY0) de 110 kW/150 ch, moteur CIH avec cylindres en ligne et Motronic 1.5, avec catalyseur G (08.1990-08.1993)
- 3.0i (C30LE, LF8) de 115 kW/156 ch, moteur CIH avec cylindres en ligne et Motronic 4.1, avec catalyseur G (08.1987-10.1989)
- 3.0 Si 12 V (30NE, LF1) de 130 kW/177 ch, moteur CIH avec cylindres en ligne et Jetronic L2, sans catalyseur (08.1987-08.1988)
- 3.0i (C30NE, LF1) de 130 kW/177 ch, moteur CIH avec cylindres en ligne et Motronic 4.1/1.5, avec catalyseur G (08.1988-08.1992)
- 3.0i 24 V (C30SEJ, LF2) de 147 kW/200 ch, moteur DOHC avec cylindres en ligne et Motronic 1.5, avec catalyseur G (07.1990-08.1993)
- 3000 24 V (C30SE, LF2) de 150 kW/204 ch, moteur DOHC avec cylindres en ligne et Motronic 1.5, avec catalyseur G (10.1989-08.1993)

#### Irmscher
- 3.0i Evo 500 (C30XEI) de 169 kW/230 ch, moteur 6 cylindres en ligne DOHC, avec catalyseur G
- 3.6i (C36NEI) de 153 kW/208 ch, moteur 6 cylindres en ligne CIH avec Motronic 4.1, avec catalyseur G
- 3.6i (C36NE) de 145 kW/197 ch, moteur 6 cylindres en ligne CIH avec Motronic 4.1, avec catalyseur G
- 4.0i 24 V (C40SE) de 200 kW/272 ch, moteur 6 cylindres en ligne DOHC, avec catalyseur G

#### Lotus
- Lotus Omega (C36GET, LF2) de 277 kW/377 ch, moteur 6 cylindres en ligne DOHC, avec double catalyseur G

### Diesel
- 2.3 D (23YD, LW7) de 54 kW/73 ch, moteur 4 cylindres en ligne OHC avec pompe d'injection du distributeur, avec catalyseur U à partir de 9/89 (sans avant) (08.1986-08.1993)
- 2.3 TD (23YTD, LP6) de 66 kW/90 ch, moteur 4 cylindres en ligne OHC avec pompe d'injection du distributeur et turbocompresseur de gaz d'échappement, sans catalyseur (08.1986-08.1988)
- 2.3 TD (23DTR, LP6) de 74 kW/100 ch, moteur 4 cylindres en ligne OHC avec pompe d'injection du distributeur, turbocompresseur de gaz d'échappement et refroidissement intermédiaire, sans catalyseur (08.1988-08.1993)

## Inventaire en Allemagne
En Allemagne, le stock d'Opel Omega A est répertorié selon le fabricant, les numéros de code de type et la Kraftfahrt-Bundesamt. Les types avec moins de 100 véhicules ne sont pas représentés. Jusqu'en 2007, l'inventaire comprenait non seulement le nombre de véhicules immatriculés mais aussi le nombre de pertes temporaires. Depuis 2008, l'inventaire ne contient que les «vehicules dans le trafic» y compris les plaques d'immatriculation saisonnières.
| Chiffres du fabricant/Numéros des codes de type | Modèle            | kW     | 1.1.2005 | 1.1.2006 | 1.1.2008 | 1.1.2009 | 1.1.2010 | 1.1.2011 | 1.1.2012 | 1.1.2013 | 1.1.2014 | 1.1.2015 |
| ----------------------------------------------- | ----------------- | ------ | -------- | -------- | -------- | -------- | -------- | -------- | -------- | -------- | -------- | -------- |
| 0039/675                                        | 1.8 N             | 60     | 791      | 499      | 170      | 127      |          |          |          |          |          |          |
| 0039/678                                        | 2.0 i             | 85     | 77.093   | 54.768   | 21.003   | 16.215   | 11.306   | 8.594    | 6.495    | 4.924    | 3.767    | 2.984    |
| 0039/679                                        | 2.0 i             | 90     | 239      | 146      |          |          |          |          |          |          |          |          |
| 0039/680                                        | 2.3 D             | 54     | 232      | 154      |          |          |          |          |          |          |          |          |
| 0039/681                                        | 2.3 TD            | 66     | 158      |          |          |          |          |          |          |          |          |          |
| 0039/682                                        | Caravan 1.8 N     | 60     | 281      | 167      |          |          |          |          |          |          |          |          |
| 0039/685                                        | Caravan 2.0 i     | 85     | 78.546   | 56.806   | 21.528   | 15.816   | 10.631   | 7.138    | 4.740    | 3.221    | 1.317    | 1.006    |
| 0039/687                                        | Caravan 2.3 D     | 54     | 708      | 475      | 100      |          |          |          |          |          |          |          |
| 0039/688                                        | Caravan 2.3 TD    | 66     | 156      |          |          |          |          |          |          |          |          |          |
| 0039/695                                        | 3.0 i             | 115    | 565      | 349      | 105      |          |          |          |          |          |          |          |
| 0039/696                                        | 3.0 i             | 130    | 765      | 506      | 183      | 154      | 120      |          |          |          |          |          |
| 0039/760                                        | 1.8 S             | 65     | 748      | 499      | 178      | 136      |          |          |          |          |          |          |
| 0039/763                                        | Caravan 1.8 S     | 65     | 716      | 420      |          |          |          |          |          |          |          |          |
| 0039/775                                        | 2.3 TD            | 74     | 307      | 209      |          |          |          |          |          |          |          |          |
| 0039/777                                        | Caravan 2.3 TD    | 74     | 1.424    | 991      | 217      | 127      |          |          |          |          |          |          |
| 0039/779                                        | Caravan 3.0 i     | 130    | 3.048    | 1.949    | 508      | 351      | 232      | 171      | 118      |          |          |          |
| 0039/781                                        | 2.4 i             | 92     | 2.376    | 1.644    | 541      | 394      | 299      | 220      | 165      | 130      | 103      |          |
| 0039/782                                        | Caravan 2.4 i     | 92     | 1.532    | 997      | 255      | 163      | 112      |          |          |          |          |          |
| 0039/839                                        | 2.4 i             | 92     | 2.563    | 1.753    | 622      | 493      | 349      | 274      | 198      | 150      | 114      |          |
| 0039/840                                        | 3000 24V          | 150    | 1.053    | 781      | 326      | 265      | 222      | 177      | 148      | 126      | 120      | 115      |
| 0039/841                                        | Caravan 2.4 i     | 92     | 2.448    | 1.558    | 400      | 286      | 173      | 115      |          |          |          |          |
| 0039/846                                        | 2.0 i             | 73     | 322      | 197      |          |          |          |          |          |          |          |          |
| 0039/847                                        | Caravan 2.0 i     | 73     | 512      | 336      |          |          |          |          |          |          |          |          |
| 0039/850                                        | 2.6 i             | 110    | 8.762    | 6.551    | 3.011    | 2.488    | 1.831    | 1.411    | 1.059    | 835      | 658      | 531      |
| 0039/851                                        | Caravan 2.6 i     | 110    | 9.613    | 7.152    | 2.891    | 2.197    | 1.499    | 1.058    | 733      | 514      | 179      | 140      |
| 0039/852                                        | Caravan 3.0 i 24V | 147    | 3.012    | 2.327    | 961      | 780      | 594      | 449      | 336      | 246      |          |          |
| Source                                          | Source            | Source | [ 2 ]    | [ 3 ]    | [ 4 ]    | [ 5 ]    | [ 6 ]    | [ 7 ]    | [ 8 ]    | [ 9 ]    | [ 10 ]   | [ 11 ]   |

## Omega au Brésil
L'Opel Omega a eu une seconde vie au Brésil. Là, elle a remplacé la Chevrolet Opala, complètement obsolète, qui était encore basée sur l'Opel Rekord C, et a été produite de 1992 à 1998 sous le nom de Chevrolet Omega. Variantes : GL, GLS et CD. Le Caravan s'appelait là-bas Suprema. Les moteurs utilisés étaient les 2.0i et 3.0i. Lorsque les stocks du moteur six cylindres de 3,0 litres (en provenance d'Allemagne) se sont épuisés, ils ont été remplacés par un obsolète moteur six cylindres en ligne de 4,1 litres de Chevrolet, qui avait déjà été utilisé dans le modèle Opala précédent. La deuxième génération d'Omega brésilienne n'était plus produite au Brésil, mais était importée par Holden à partir de 2001 (Holden Commodore).